# Eleições legislativas portuguesas de 1976 no distrito da Guarda
| Eleições legislativas portuguesas de 1976 Distritos: Aveiro \| Beja \| Braga \| Bragança \| Castelo Branco \| Coimbra \| Évora \| Faro \| Guarda \| Leiria \| Lisboa \| Portalegre \| Porto \| Santarém \| Setúbal \| Viana do Castelo \| Vila Real \| Viseu \| Açores \| Madeira \| Estrangeiro |

## Resultados por Concelho
Os resultados nos concelhos do Distrito da Guarda foram os seguintes:

### Aguiar da Beira
| Partido                 | Partido                      | Votos | %               |
| ----------------------- | ---------------------------- | ----- | --------------- |
|                         | Centro Democrático e Social  | 1 885 | 46,94 / 100,00  |
|                         | Partido Popular Democrático  | 1 419 | 35,33 / 100,00  |
|                         | Partido Socialista           | 389   | 9,69 / 100,00   |
|                         | Partido da Democracia Cristã | 58    | 1,44 / 100,00   |
|                         | Outros                       | 163   | 4,06 / 100,00   |
| Votos Inválidos         | Votos Inválidos              | 102   | 2,54 / 100,00   |
| Total                   | Total                        | 4 016 | 100,00 / 100,00 |
| Eleitorado/Participação | Eleitorado/Participação      | 4 999 | 80,34 / 100,00  |

### Almeida
| Partido                 | Partido                      | Votos | %               |
| ----------------------- | ---------------------------- | ----- | --------------- |
|                         | Centro Democrático e Social  | 2 386 | 38,01 / 100,00  |
|                         | Partido Popular Democrático  | 1 783 | 28,84 / 100,00  |
|                         | Partido Socialista           | 1 173 | 18,68 / 100,00  |
|                         | Frente Socialista Popular    | 106   | 1,69 / 100,00   |
|                         | Partido da Democracia Cristã | 103   | 1,64 / 100,00   |
|                         | Partido Comunista Português  | 89    | 1,42 / 100,00   |
|                         | Partido Popular Monárquico   | 75    | 1,19 / 100,00   |
|                         | Outros                       | 171   | 2,72 / 100,00   |
| Votos Inválidos         | Votos Inválidos              | 392   | 6,24 / 100,00   |
| Total                   | Total                        | 6 278 | 100,00 / 100,00 |
| Eleitorado/Participação | Eleitorado/Participação      | 7 309 | 85,89 / 100,00  |

### Celorico da Beira
| Partido                 | Partido                          | Votos | %               |
| ----------------------- | -------------------------------- | ----- | --------------- |
|                         | Centro Democrático e Social      | 2 334 | 40,04 / 100,00  |
|                         | Partido Socialista               | 1 211 | 20,78 / 100,00  |
|                         | Partido Popular Democrático      | 1 153 | 19,78 / 100,00  |
|                         | Partido Comunista Português      | 120   | 2,06 / 100,00   |
|                         | Partido da Democracia Cristã     | 91    | 1,56 / 100,00   |
|                         | Frente Socialista Popular        | 77    | 1,32 / 100,00   |
|                         | Movimento de Esquerda Socialista | 65    | 1,12 / 100,00   |
|                         | Outros                           | 166   | 2,84 / 100,00   |
| Votos Inválidos         | Votos Inválidos                  | 612   | 10,50 / 100,00  |
| Total                   | Total                            | 5 829 | 100,00 / 100,00 |
| Eleitorado/Participação | Eleitorado/Participação          | 7 442 | 78,33 / 100,00  |

### Figueira de Castelo Rodrigo
| Partido                 | Partido                          | Votos | %               |
| ----------------------- | -------------------------------- | ----- | --------------- |
|                         | Partido Socialista               | 1 542 | 28,21 / 100,00  |
|                         | Centro Democrático e Social      | 1 507 | 27,57 / 100,00  |
|                         | Partido Popular Democrático      | 1 399 | 25,59 / 100,00  |
|                         | Partido Comunista Português      | 133   | 2,43 / 100,00   |
|                         | Partido da Democracia Cristã     | 114   | 2,09 / 100,00   |
|                         | Frente Socialista Popular        | 114   | 2,09 / 100,00   |
|                         | União Democrática Popular        | 76    | 1,39 / 100,00   |
|                         | Movimento de Esquerda Socialista | 74    | 1,35 / 100,00   |
|                         | Partido Popular Monárquico       | 60    | 1,10 / 100,00   |
|                         | Outros                           | 67    | 1,22 / 100,00   |
| Votos Inválidos         | Votos Inválidos                  | 380   | 6,95 / 100,00   |
| Total                   | Total                            | 5 466 | 100,00 / 100,00 |
| Eleitorado/Participação | Eleitorado/Participação          | 6 774 | 80,69 / 100,00  |

### Fornos de Algodres
| Partido                 | Partido                      | Votos | %               |
| ----------------------- | ---------------------------- | ----- | --------------- |
|                         | Centro Democrático e Social  | 1 738 | 44,27 / 100,00  |
|                         | Partido Socialista           | 1 013 | 25,80 / 100,00  |
|                         | Partido Popular Democrático  | 626   | 15,94 / 100,00  |
|                         | Partido Comunista Português  | 73    | 1,86 / 100,00   |
|                         | Partido da Democracia Cristã | 62    | 1,58 / 100,00   |
|                         | Frente Socialista Popular    | 44    | 1,12 / 100,00   |
|                         | Outros                       | 131   | 3,34 / 100,00   |
| Votos Inválidos         | Votos Inválidos              | 239   | 6,09 / 100,00   |
| Total                   | Total                        | 3 926 | 100,00 / 100,00 |
| Eleitorado/Participação | Eleitorado/Participação      | 4 953 | 79,27 / 100,00  |

### Gouveia
| Partido                 | Partido                     | Votos  | %               |
| ----------------------- | --------------------------- | ------ | --------------- |
|                         | Partido Socialista          | 4 374  | 35,41 / 100,00  |
|                         | Partido Popular Democrático | 3 093  | 25,04 / 100,00  |
|                         | Centro Democrático e Social | 2 541  | 20,57 / 100,00  |
|                         | Partido Comunista Português | 652    | 5,28 / 100,00   |
|                         | União Democrática Popular   | 178    | 1,44 / 100,00   |
|                         | Frente Socialista Popular   | 160    | 1,30 / 100,00   |
|                         | Outros                      | 433    | 3,50 / 100,00   |
| Votos Inválidos         | Votos Inválidos             | 922    | 7,47 / 100,00   |
| Total                   | Total                       | 12 353 | 100,00 / 100,00 |
| Eleitorado/Participação | Eleitorado/Participação     | 14 964 | 82,55 / 100,00  |

### Guarda
| Partido                 | Partido                          | Votos  | %               |
| ----------------------- | -------------------------------- | ------ | --------------- |
|                         | Centro Democrático e Social      | 7 718  | 32,13 / 100,00  |
|                         | Partido Socialista               | 7 284  | 30,32 / 100,00  |
|                         | Partido Popular Democrático      | 4 477  | 18,64 / 100,00  |
|                         | Partido Comunista Português      | 854    | 3,55 / 100,00   |
|                         | Frente Socialista Popular        | 418    | 1,74 / 100,00   |
|                         | MRPP                             | 357    | 1,49 / 100,00   |
|                         | Partido da Democracia Cristã     | 295    | 1,23 / 100,00   |
|                         | União Democrática Popular        | 295    | 1,23 / 100,00   |
|                         | Movimento de Esquerda Socialista | 242    | 1,01 / 100,00   |
|                         | Outros                           | 334    | 1,39 / 100,00   |
| Votos Inválidos         | Votos Inválidos                  | 1 750  | 7,28 / 100,00   |
| Total                   | Total                            | 24 024 | 100,00 / 100,00 |
| Eleitorado/Participação | Eleitorado/Participação          | 28 321 | 84,83 / 100,00  |

### Manteigas
| Partido                 | Partido                      | Votos | %               |
| ----------------------- | ---------------------------- | ----- | --------------- |
|                         | Partido Socialista           | 956   | 35,26 / 100,00  |
|                         | Centro Democrático e Social  | 809   | 29,84 / 100,00  |
|                         | Partido Popular Democrático  | 457   | 16,86 / 100,00  |
|                         | Partido Comunista Português  | 122   | 4,50 / 100,00   |
|                         | Frente Socialista Popular    | 44    | 1,62 / 100,00   |
|                         | Partido da Democracia Cristã | 30    | 1,11 / 100,00   |
|                         | Outros                       | 78    | 2,87 / 100,00   |
| Votos Inválidos         | Votos Inválidos              | 215   | 7,93 / 100,00   |
| Total                   | Total                        | 2 711 | 100,00 / 100,00 |
| Eleitorado/Participação | Eleitorado/Participação      | 3 172 | 85,47 / 100,00  |

### Mêda
| Partido                 | Partido                      | Votos | %               |
| ----------------------- | ---------------------------- | ----- | --------------- |
|                         | Centro Democrático e Social  | 1 968 | 39,12 / 100,00  |
|                         | Partido Popular Democrático  | 1 486 | 29,54 / 100,00  |
|                         | Partido Socialista           | 861   | 17,11 / 100,00  |
|                         | Partido Comunista Português  | 101   | 2,01 / 100,00   |
|                         | Frente Socialista Popular    | 88    | 1,75 / 100,00   |
|                         | Partido da Democracia Cristã | 61    | 1,21 / 100,00   |
|                         | Partido Popular Monárquico   | 59    | 1,17 / 100,00   |
|                         | Outros                       | 149   | 2,96 / 100,00   |
| Votos Inválidos         | Votos Inválidos              | 258   | 5,12 / 100,00   |
| Total                   | Total                        | 5 031 | 100,00 / 100,00 |
| Eleitorado/Participação | Eleitorado/Participação      | 6 269 | 80,25 / 100,00  |

### Pinhel
| Partido                 | Partido                      | Votos  | %               |
| ----------------------- | ---------------------------- | ------ | --------------- |
|                         | Centro Democrático e Social  | 2 658  | 33,40 / 100,00  |
|                         | Partido Popular Democrático  | 2 497  | 31,38 / 100,00  |
|                         | Partido Socialista           | 1 502  | 18,88 / 100,00  |
|                         | Partido Comunista Português  | 212    | 2,66 / 100,00   |
|                         | Frente Socialista Popular    | 103    | 1,29 / 100,00   |
|                         | Partido da Democracia Cristã | 101    | 1,27 / 100,00   |
|                         | Partido Popular Monárquico   | 86     | 1,08 / 100,00   |
|                         | Outros                       | 208    | 2,61 / 100,00   |
| Votos Inválidos         | Votos Inválidos              | 590    | 7,42 / 100,00   |
| Total                   | Total                        | 7 957  | 100,00 / 100,00 |
| Eleitorado/Participação | Eleitorado/Participação      | 10 187 | 78,11 / 100,00  |

### Sabugal
| Partido                 | Partido                          | Votos  | %               |
| ----------------------- | -------------------------------- | ------ | --------------- |
|                         | Centro Democrático e Social      | 4 199  | 33,84 / 100,00  |
|                         | Partido Popular Democrático      | 3 861  | 31,11 / 100,00  |
|                         | Partido Socialista               | 2 163  | 17,43 / 100,00  |
|                         | Partido da Democracia Cristã     | 251    | 2,02 / 100,00   |
|                         | Frente Socialista Popular        | 173    | 1,39 / 100,00   |
|                         | Partido Comunista Português      | 161    | 1,30 / 100,00   |
|                         | União Democrática Popular        | 158    | 1,27 / 100,00   |
|                         | Partido Popular Monárquico       | 149    | 1,20 / 100,00   |
|                         | Movimento de Esquerda Socialista | 145    | 1,17 / 100,00   |
|                         | Outros                           | 131    | 1,06 / 100,00   |
| Votos Inválidos         | Votos Inválidos                  | 1 019  | 8,21 / 100,00   |
| Total                   | Total                            | 12 410 | 100,00 / 100,00 |
| Eleitorado/Participação | Eleitorado/Participação          | 14 720 | 84,31 / 100,00  |

### Seia
| Partido                 | Partido                      | Votos  | %               |
| ----------------------- | ---------------------------- | ------ | --------------- |
|                         | Partido Popular Democrático  | 5 549  | 30,72 / 100,00  |
|                         | Partido Socialista           | 5 526  | 30,60 / 100,00  |
|                         | Centro Democrático e Social  | 4 350  | 24,09 / 100,00  |
|                         | Partido Comunista Português  | 546    | 3,02 / 100,00   |
|                         | Frente Socialista Popular    | 193    | 1,07 / 100,00   |
|                         | Partido da Democracia Cristã | 183    | 1,01 / 100,00   |
|                         | Outros                       | 601    | 3,33 / 100,00   |
| Votos Inválidos         | Votos Inválidos              | 1 113  | 6,16 / 100,00   |
| Total                   | Total                        | 18 061 | 100,00 / 100,00 |
| Eleitorado/Participação | Eleitorado/Participação      | 21 712 | 83,18 / 100,00  |

### Trancoso
| Partido                 | Partido                          | Votos | %               |
| ----------------------- | -------------------------------- | ----- | --------------- |
|                         | Centro Democrático e Social      | 2 929 | 38,98 / 100,00  |
|                         | Partido Popular Democrático      | 1 722 | 22,92 / 100,00  |
|                         | Partido Socialista               | 1 440 | 19,16 / 100,00  |
|                         | Partido Comunista Português      | 210   | 2,79 / 100,00   |
|                         | Partido da Democracia Cristã     | 148   | 1,97 / 100,00   |
|                         | Frente Socialista Popular        | 96    | 1,28 / 100,00   |
|                         | Movimento de Esquerda Socialista | 85    | 1,13 / 100,00   |
|                         | União Democrática Popular        | 82    | 1,09 / 100,00   |
|                         | Outros                           | 158   | 2,10 / 100,00   |
| Votos Inválidos         | Votos Inválidos                  | 644   | 8,57 / 100,00   |
| Total                   | Total                            | 7 514 | 100,00 / 100,00 |
| Eleitorado/Participação | Eleitorado/Participação          | 9 442 | 79,58 / 100,00  |

### Vila Nova de Foz Côa
| Partido                 | Partido                          | Votos | %               |
| ----------------------- | -------------------------------- | ----- | --------------- |
|                         | Centro Democrático e Social      | 2 079 | 33,19 / 100,00  |
|                         | Partido Popular Democrático      | 1 741 | 27,79 / 100,00  |
|                         | Partido Socialista               | 1 188 | 18,97 / 100,00  |
|                         | Partido Comunista Português      | 260   | 4,15 / 100,00   |
|                         | União Democrática Popular        | 90    | 1,44 / 100,00   |
|                         | Partido da Democracia Cristã     | 75    | 1,20 / 100,00   |
|                         | MRPP                             | 67    | 1,07 / 100,00   |
|                         | Movimento de Esquerda Socialista | 65    | 1,04 / 100,00   |
|                         | Partido Popular Monárquico       | 64    | 1,02 / 100,00   |
|                         | Frente Socialista Popular        | 63    | 1,01 / 100,00   |
|                         | Outros                           | 31    | 0,49 / 100,00   |
| Votos Inválidos         | Votos Inválidos                  | 541   | 8,64 / 100,00   |
| Total                   | Total                            | 6 264 | 100,00 / 100,00 |
| Eleitorado/Participação | Eleitorado/Participação          | 7 872 | 79,57 / 100,00  |